# Alan Chalmers
Pour les articles homonymes, voir Chalmers.
Alan Francis Chalmers, né en 1939 en Angleterre, est un historien des sciences et un épistémologue. Il s'établit en Australie à l'Université (Université de Queensland). Puis, il étudie la physique dans les Universités de Bristol, Manchester et Londres. Physicien à l'origine, il a été l'élève de Imre Lakatos et donc formé dans la tradition poppérienne.

## Biographie
Il est l'auteur de What is this thing called Science ? (Qu'est-ce que la science ?), publié en 1976, trois fois réédité, remanié et complété — 4e édition  : 2013.
Il y passe en revue des critères utilisés dans l'histoire pour définir la science :
- l'observation des faits, opposée à l'expérience — Poincaré avait aussi une réflexion sur le choix des faits intéressants ;
- la réfutabilité ;
- les paradigmes (l'aspect culturel et social, la communauté) ;
- l'objectivité (la vérité immanente-transcendante) ;
- le réalisme et l'anti-réalisme (Duhem, Poincaré, l'intuitionnisme, l'interprétation de Copenhague) ;
- les théories bayésiennes (absolue et relative) ;
- le progrès.

Il a écrit ultérieurement Science and its Fabrication (La Fabrication de la science), publié en 1990.
Dans ce deuxième livre, il rejette comme axiomatisation de la connaissance aussi bien le réfutationnisme de Karl Popper que le relativisme de Paul Feyerabend, le premier parce qu'il contredit l'histoire des sciences, le second car il est incapable de démarquer sciences et pseudo-science.
Comme alternative, il propose de :
- définir les sciences comme description uniforme du monde ;
- et afin de mesurer leur succès, de mesurer comment les sciences atteignent ce but.